# Alois Adlof

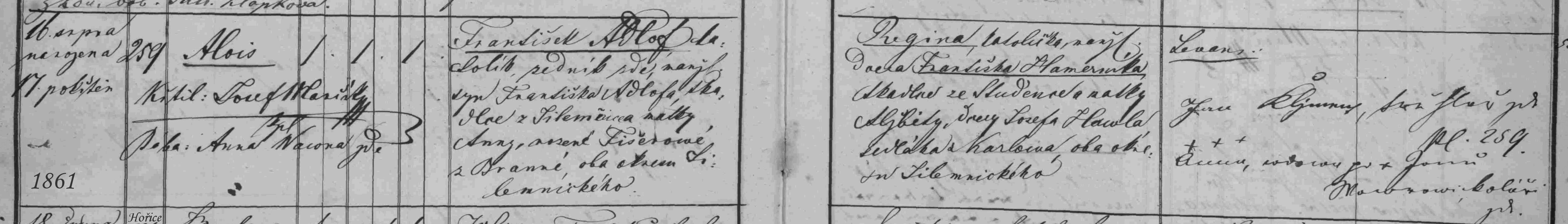
matriční zápis o narození a křtu Aloise Adlofa (matrika N 1859-1866 Hořice (SOA Zámrsk))

Alois Adlof (16. srpna 1861 Hořice – 25. března 1927 Praha), jeden z nejvýznamnějších kazatelů Svobodné reformované církve a Jednoty českobratrské. První předseda církve, teolog, redaktor časopisů Betanie, Mladý křesťan, Mír, Světlo a Českobratrská rodina. Dále byl hlavním editorem prvního vydání Křesťanského kancionálu a také autorem překladů mnoha kancionálových písní a protestantských děl z angličtiny.

## Život
Narodil se 16. srpna 1861 v Hořicích v Podkrkonoší v chudé a početné katolické rodině zedníka Františka Adlofa a jeho manželky Reginy, roz. Hamerníkové. Ve třech letech osiřel po otci.
Byl horlivým ministrantem. Katolická farní knihovna byla pro něho vždy otevřená a přečetl proto velké množství knih historických, apologetických i liturgických. Záhy se dostal i k protestantské literatuře a pouštěl se do vášnivých diskuzí s evangelickými faráři. Postupně ale přešel z katolické pozice na opačnou stranu. Tento zápas završil ve 14. roce věku výstupem z římskokatolické církve.
Dospívající Adlof rád káral lidi, kteří smekli nebo se pokřižovali pod sochou, spatřoval v tom porušování Desatera. Po sporech s katechetou přestal navštěvovat tehdy povinné hodiny náboženství. Celý incident musel nakonec urovnat hradecký zemský hejtman při jedné ze svých návštěv Hořic. V r. 1875 se seznámil s jedním ze zakladatelů Svobodné církve reformované, americkým misionářem E. A. Adamsem, který mu umožnil studium na bratrské škole v Gnadenfrei ve Slezsku. V roce 1879 se vrátil do Prahy, kde pokračoval na vyšším gymnáziu. Zde se kvůli věroučným sporům s katechetou opět rozhodl nedocházet na hodiny náboženství. Byl proto vyloučen ze školy, ale na základě odvolání k ministerstvu školství mohl studium dokončit na německém gymnáziu.
Po studiu na teologických seminářích v Basileji, Edinburghu a Lipsku se r. 1886 vrátil do Prahy. Zde se stal pomocným kazatelem a dne 1. září 1888 byl ordinován jako pražský kazatel Svobodné církve reformované. V roce 1888 se stal tajemníkem Křesťanského spolku mladíků, české organizace ideově spřízněné s Young Men's Christian Association, a vytrvale v této organizaci pracoval až do své smrti.
V roce 1892 se oženil s Jaroslavou Šustrovou (1872–1909), se kterou měl celkem tři děti: Jaroslava, Pravdomila a Jaroslavu.
Následující roky vyplnil intenzivní redaktorskou, organizační a pastorační prací. Během jeho života se zpočátku malé pražské společenství rozrostlo do celorepublikové sítě sborů.
V roce 1904 se stal členem církevního výboru Svobodné církve reformované a až do své smrti byl vedoucí osobností církve. Adlofovou péčí bylo v roce 1904 zhotoveno Vyznání víry a zřízení svobodné církve reformované. Na této konferenci se Adlof nechal slyšet: „Mít akademicky vzdělané kazatele, to budiž naše skrytá tendence. Kdyby tu byl Duch svatý náhradou za vzdělání, pak pryč se vzděláním! Jak to ale dopadá, když není ani Ducha svatého ani vzdělání!“
Po vyhoštění amerických misionářů z Rakouska-Uherska v roce 1917 začal vliv americké misie (American Boardu) na další vývoj Svobodné církve reformované slábnout a právě Alois Adlof měl od tohoto roku až do své smrti z pozice předsedy církve zdaleka největší vliv na formování mladé české církve. V roce 1919 se Svobodná církev reformovaná přejmenovala na Jednotu českobratrskou. Ve stejném roce se díky Adlofově iniciativě dokonce prakticky uvažovalo o spojení různých probuzeneckých denominací (baptisté, Jednota bratrská, Českobratrská církev evangelická, slovenský Modrý kríž) v jedinou církev. 28. ledna 1919 se ekumenického sněmu zúčastnilo 200 zástupců církví, ale shoda nakonec nebyla nalezena.
Těžce nemocný a částečně ochrnutý Alois Adlof zemřel dne 25. března 1927. O jeho životě se můžeme např. dočíst v Národních listech z 30. března téhož roku, které ocenily jeho „mimořádné pastorační schopnosti, neotřesitelnou duševní rovnováhu, tkvící v hlubokém přesvědčení víry“, nebo i v Lidových novinách z 27. března 1927, kde čteme: „V bratru Adlofovi zemřela jedna z nejvýraznějších osobností československého protestantismu od let osmdesátých minulého století.“

## Dílo

### Beletrie
- Z deníku Aloise Adlofa, strojopisná kopie A. Adlofa, 1881
- Kněz a student. nákl. vlastním, Praha 1889
- Svítá: Povídka ze začátku století čtrnáctého, KSM edice Květy XVI, Praha. 1905
- Když kvetly chrpy: Ze svých vzpomínek napsal A. Hořický, KSM v edici Jarní květy II, Praha. 1907
- Nalezené poklady: Povídka z našich dob, KSM, edice Květy X, Praha 1907
- Horecká paní: Obrázek z dob husitských jarních vánků a bouří, KSM, Praha 1915
- Z dějin Filadelfiev, KSM, edice Květy III., Praha 1922

### Překlady
- Robert Boyd: Cesta života, přeložil a úvodem opatřil A. Adlof, nákladem vlastním, Praha 1887
- John Bunyan: Cesta křesťana z města zkázy na horu Sion, nákl. vlastním, Praha 1892
- Eliška Prentissová: Vzhůru k nebesům, KSM, Praha 1909
- John Bunyan: Cesta poutníků z města zkázy na horu Sion, KSM, Praha 1910

### Teologické spisy
- Byl-li Petr apoštol v Římě? Časová úvaha k jubilejní slavnosti papeže Lva XIII., nákladem vlastním, Praha 1888
- Výklad epištoly Pavla k Římanům, díl I. kapitoly I. - V. s úvodem, nákladem čas. Betanie, Praha 1902
- Herodes a jeho rod: Příspěvek k objasnění dob novozákonních, KSM, edice Květy XV., Praha 1905
- Nástin dějin svobodných církví křesťanských zvláště pak svobodné reformované církve české, KSM, edice Květy XIV, Praha 1905
- Nevěsta a tchýně, nákladem spolku Marta, Král. Vinohrady 1906
- Buďme pilni! – Když listí padá, KSM, edice Květy XIX, Praha 1907
- K středu! KSM, edice Květy XX, Praha 1905
- Signály nebezpečí dospívající mládeži, KSM edice Květy XVIII, Praha 1907
- Jsme reformovaní. - In: Pravdivé slovo o svobodné církvi reformované, str. 9 - 19, nákl. Církevního výboru SCR, Praha 1911
- Biblické letopisy: Chronologický přehled Písma svatého Starého i Nového Zákona, KSM, Praha 1912
- Návod ke křesťanské práci. – Str. 72, nákl.KSM, Praha, 1920
- Výklad modlitby Páně, KSM, Praha 1922
- Jednota českobratrská, bývalá Svobodná reformovaná církev, nákladem vlastním, Praha 1923
- Katechismus biblického učení, nákladem Jednoty českobratrské, Praha, 1923
- Slovo kříže: Sbírka kázání a krátkých úvah biblických. KSM, Praha 1924
- Falešný peníz: Adventisté a jejich učení ve světle Písma, KSM, Praha 1929
- Výklad epištoly sv. Pavla k Římanům. Díl I. Kapitoly I. - V. - 2. vyd. str. 324, nakl. KSM, Praha 1938
- Úvod do Nového Zákona, KSM, Praha 1939